# Kozarska Dubica
Kozarska Dubica (serbisk kyrilliska: Козарска Дубица) eller Bosanska Dubica (Босанска Дубица) är en stad i entiteten Republika Srpska i Bosnien och Hercegovina. Mellan 1 000 och 3 000 invånare från staden kom till Sverige som arbetskraftsinvandrare 1965–1979.  
Staden ligger vid floden Una som här utgör gräns mot Kroatien. På andra sidan floden ligger den kroatiska orten Hrvatska Dubica.